# Tajuan Porter
Pour les articles homonymes, voir Porter.
Tajuan Marquis Porter, né le 9 mars 1988 à Détroit au Michigan, est un joueur américain de basket-ball.

## Clubs successifs
- 2010-2011 :
  -  Rainmen de Halifax (LNB)
  -  Orléans Loiret Basket (Pro A)
- 2012 :  Union Neuchâtel Basket (LNA)
- 2012-2013 :
  -  Vipers de Rio Grande Valley (D-League)
  -  Bighorns de Reno (D-League)
- 2013-2014 :
  -  Bighorns de Reno (D-League)
  -  Skyforce de Sioux Falls (D-League)
- 2014-2015 :  Bighorns de Reno (D-League)
- 2016 :  Lille Métropole Basket (Pro B)
- 2016-2017 :
  -  Gediz Univeristesi (TB2L)
  -  Maghreb de Fès (Nationale 1)
- 2017 :  ALM Évreux Basket (Pro B)
- 2018 :  Maghreb de Fès (Nationale 1)
- Depuis 2019 :  Lugano Tigers (LNA)

## Palmarès
- Vice-champion du Maroc 2017
- Médaillé d'argent au championnat du monde de basket-ball masculin des moins de 19 ans en 2007